# 胎児

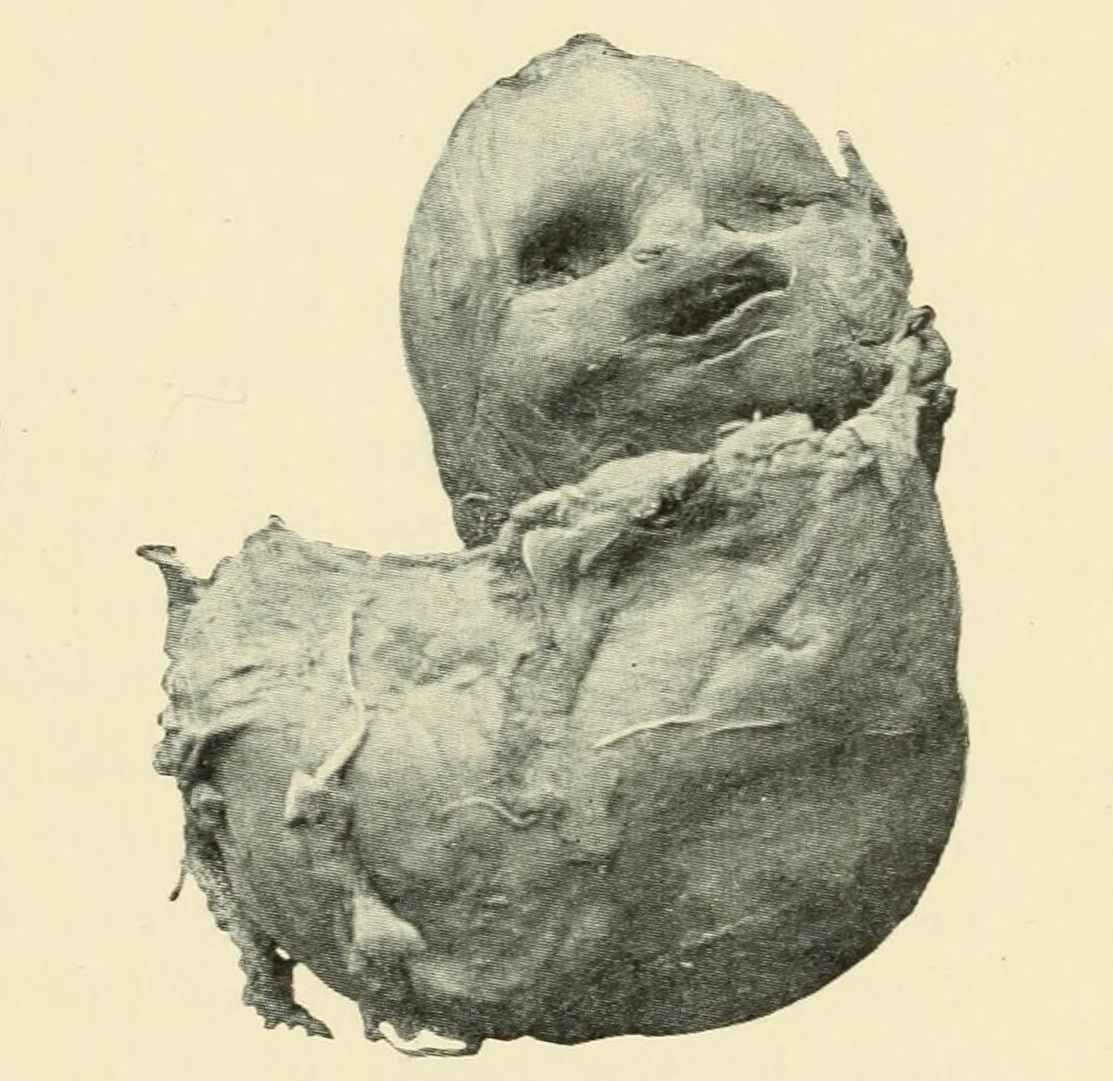
胎児が死んだあと、体の防衛反応で石灰化した石児。この状態で50年ほど母体に存在した事例がある。写真の石児は2年経過後に母体から摘出。

胎子（たいじ、胎児、fetus）とは、生物学上は胎生の動物の母体の中で胚が器官原基の分化が完了してから出産までの成長中の子を指す。ヒトの胎子を特に胎児という。

## 動物の胎子
胎生の動物において、母親の体内で成長途上にある胚を獣医学では胎子（胎仔）という。

### 哺乳類の胎子
哺乳類の場合、その多くは、胎子が子宮の中で胎盤（たいばん）および臍帯（さいたい）でつながり酸素と栄養の供給を受け、老廃物と二酸化炭素の排出を母親に任せ成長し出生する。
哺乳類の多くは胎子が母親の胎内で発育できるよう胎盤の発達が特徴となっており、進化の系統では無盲腸目 (Lipotyphla) 以後のグループを有胎盤類（正獣類、真獣類）という。

#### 哺乳類の出現〜単孔目の動物
哺乳類のうち現生のもので最も原始的な形態を残す単孔目の動物は胎生ではなく卵生である（乳腺から分泌する乳により育てる哺乳類の特徴は有している）。

#### 哺乳類の進化〜有袋目の動物
有袋類の多くは有胎盤類のような漿尿膜胎盤をもたず、未熟な状態のまま胎子を出産し、育児嚢のなかで子を成長させるという生態を特徴とする。例えばアカカンガルーの出産時の幼獣は1グラムに満たない大きさだが自力で育児嚢に入りそこで成長する。なお、有袋類のすべてが育児嚢をもっているわけではない。

#### 有胎盤類の分化
有袋類よりも胎盤が発達した現生の哺乳類で最も一般的なグループが有胎盤類（正獣類、真獣類）である。有袋類と有胎盤類が分化してそれぞれ独立の進化をするようになったのは中生代の白亜紀のことである。なお、地下で生活するフクロモグラとキンモグラのように生活環境が似通っているため進化の過程で身体的特徴が相似するようになったものもある（収斂）。

### ヒトの胎児

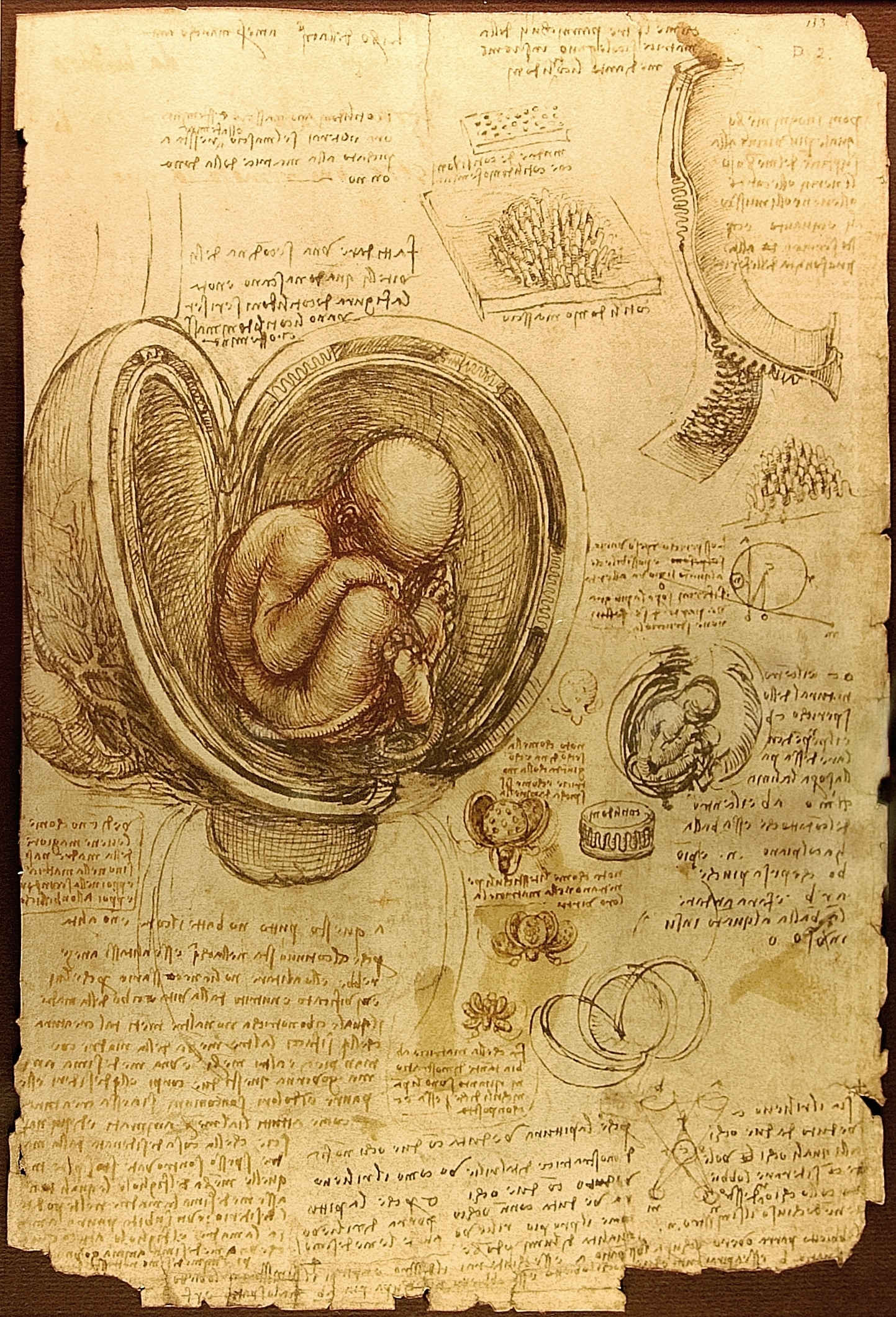
レオナルド・ダ・ヴィンチによる胎児と子宮のスケッチ（1510年頃）

ヒトの産科医療では妊娠第8週目から胎児、それ以前は胎芽という。胎児は、母親の飲食物、能動喫煙、受動喫煙の影響を受ける。
胎児は自分の肺で呼吸していないため、胎児循環と呼ばれる出生後とは異なる血液循環を行っている（詳細は循環器#胎児循環を参照）。
ヒトの胎児では、進化の名残として一時的に発生するが、他の筋肉との融合・収縮によって出生前に消失する筋肉が特に手足にいくつも存在する。

## 胎児と法律

### 私法上の胎児
近代私法では権利能力の始期は出生の時を原則とするが、出生前の子どもである胎児にも何らかの形で胎児の地位を認めようとするのが各国の近代的法規制のあり方である。
民法などの私法関係における胎児の権利能力に関する法制には、一般に胎児について既に生まれたものとみなして権利能力を認める一般主義（ローマ法、スイス民法が採用）と、個々の権利関係に応じて権利能力を認める個別主義（フランス民法、ドイツ民法が採用）がある。

#### 一般主義（一般的保護）
ローマ法はNasciturus pro iam nato habetur，quotiens dc commodis eius agitur（胎児はその利益が問題とされる場合には既に生まれたものとみなされる）の法諺に基づき、母体を離れていない胎児は母体の一部で未だ権利の主体ではないが、相続権など出生したならばうけることのできる利益があれば財産管理者（curator vcntris）によって利益を保護されるとしていた。一説にはアウグストゥスからハドリアヌスの時代には胎児も通常の人と同じ地位が認められていたが、ストア哲学の影響により制限され、その利益に関する限りにおいてのみ権利の主体として認められるようになったともいわれている。

#### 個別主義（個別的保護）
ドイツ民法、フランス民法、イギリス法は個別的保護の立法である。

### 日本における胎児

#### 民法
日本の民法は個別主義を採用しており、人が原則として権利能力をもつのは出生してからであり（出生時期についての議論については人の始期を参照）、まだ出生していない胎児の段階では権利能力はもたないのを原則としつつ（民法3条1項）、胎児の権利の保護を考慮して以下の一定の場合について胎児を生まれたものとみなしてこれに権利能力を与えている。
- 胎児に権利能力が認められる場合
  - 不法行為に基づく損害賠償請求権（民法721条）
  - 相続（民法886条）
  - 遺贈（民法965条）
  - 被認知（民法783条） - ただし、民法787条の「子」には胎児は含まれないと解されているので、胎児側からの認知請求はできない。

民法上の「生まれたものとみなす」という意味について、従来の判例や通説的見解は、胎児には出生まで権利能力はないが、生存状態で生まれてきたことを条件（権利能力発生の停止条件）として、出生により生じた権利能力が問題の時点（相続の時点など）にまで遡って生じたものとして扱うという意味であると解する（法定停止条件説・人格遡及説）。したがって、胎児が流産や死産によって出生されなかった場合にはそもそも権利能力が生じることはなく、胎児には出生しない限り法定代理人は存在しえないことになる。
これに対し、胎児は出生に至らなくとも法律の認める範囲内で制限的な権利能力があり、胎児が生存状態で生まれてこなかったことを条件（権利能力消滅の解除条件）として、そこで生じていた権利能力が消滅したものとして扱われると解する有力説（法定解除条件説・制限人格説）もある。この見解は、法定代理により胎児の権利を主張する余地を認めることに特徴がある。登記実務については、法定解除条件説がとられている。

#### 不動産登記法
胎児は相続・遺贈を受ける権利を有し（民法886条1項・965条）、それらの登記を受けることもできる（明治31年10月19日民刑1406号回答）。ただし、相続登記においては法定相続分に基づく相続登記をすることができるのであって、遺産分割に基づく相続登記をすることはできない（昭和29年6月15日民甲1188号回答）。
また、胎児は相続放棄をすることはできない（昭和36年2月20日法曹会決議）が、胎児に相続分がない旨の特別受益証明書（民法903条参照）を添付して、相続を原因とする移転登記を申請することができる（登記研究660-203頁参照）。
更に、胎児を登記名義人とする遺贈による登記はすることができるが、死因贈与に基づく登記をすることはできない。民法に胎児が贈与を受けることができる旨の規定が存在しないからである。

#### 刑法
堕胎とは、胎児の生命・身体を侵すとともに、母体の健康をも侵すものである。胎児の生命の保護に関する法的措置については、それぞれの国の人口政策や宗教的、文化的背景などにより異なる。以下では日本のものを紹介する。
胎児を自然の分娩期に先立ち人為的に母体外に排出し、又は胎児を母体内で殺害する罪として堕胎罪がある（刑法212条-216条）。刑法第215条の不同意堕胎罪に未遂犯の規定（同法同条第2項）があるため，加害者の故意性が明白な場合には，胎児死亡に至らなくとも，胎児への加害行為（胎児虐待と呼ぶ場合も）は処罰の対象となる可能性がある。
刑法においては、胎児が母体から一部露出した場合にこれを殺害した場合、堕胎罪ではなく殺人罪であるとされている。刑法的な取り扱いにおいては、人の始期について全部露出説ではなく一部露出説が採用されていることからの帰結である。

#### 母体保護法

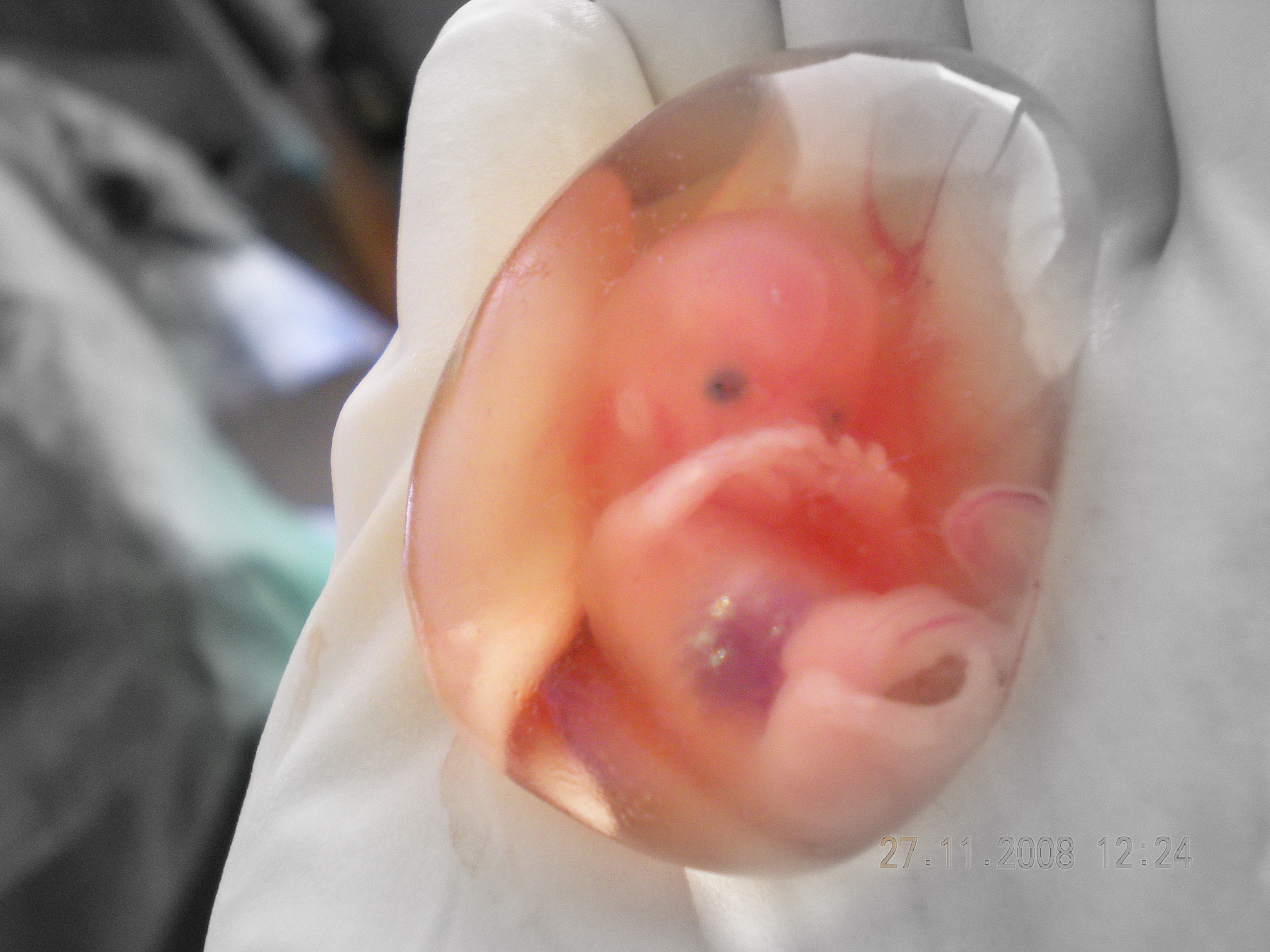
この胎児の母（44歳）は、妊娠中に子宮頸部上皮内癌（子宮ガンの初期状態）と診断され、母体を守るため子宮全摘出を余儀なくされた。写真はそのとき摘出された胎児（妊娠10週目）。

刑法214条では、医師、助産師、薬剤師又は医薬品販売業者が女子の嘱託を受け、又はその承諾を得て堕胎させたときは、3月以上5年以下の懲役に処せられるが、母体保護法14条に規定されている事由があるときは、人工妊娠中絶としての堕胎が許可される。
- 母体保護法14条
  - 1項 都道府県の区域を単位として設立された社団法人たる医師会の指定する医師（以下「指定医師」という。）は、次の各号の一に該当する者に対して、本人及び配偶者の同意を得て、人工妊娠中絶を行うことができる。
    - 1号 妊娠の継続又は分娩が身体的又は経済的理由により母体の健康を著しく害するおそれがあるもの。
    - 2号 暴行若しくは脅迫によって又は抵抗若しくは拒絶することができない間に姦淫されて妊娠したもの。

  - 2項 前項の同意は、配偶者が知れないとき、若しくはその意思を表示することができないとき又は妊娠後に配偶者が亡くなったときには本人の同意だけでも良い。

#### 死亡した胎児の扱い
妊娠満12週以降における死児（死亡した胎児）の出産を死産といい、人工妊娠中絶による場合もこれに含まれる。死産の届出は原則として父母が7日以内に市町村長に届け出る義務を負う。死産の場合、医師又は助産師は死産証書又は死胎検案書を作成する義務がある。